# Südbergische Hochfläche
Die Südbergische Hochfläche ist laut dem Handbuch der naturräumlichen Gliederung Deutschlands eine Naturräumliche Einheit mit der Ordnungsnummer 338.2 im Bergischen Land, einem Teil des Rheinischen Schiefergebirges.
Sie umfasst große Teile des Rheinisch-Bergischen Kreises und des Oberbergischen Kreises. Im Nordosten bildet das Bergland der oberen Agger und deren Zufluss Wiehl die Naturraumgrenze, im Südwesten die Niederrheinische Bucht (Ordnungsnummer 55), im Nordwesten die Mittelbergischen Hochflächen (338.1) und im Südosten der Nutscheid.
Die Hochfläche ist gestuft und in Riedel strukturiert. Sie basiert auf einem Faltenrumpf paläozoischer Gesteine in einem Gebiet mit hohen Niederschlägen und ist nach der Reliefenergie, den unterschiedlichen Gesteinen und den bodenkundlichen Gegebenheiten in untergeordnete Naturräume gegliedert. Im Gegensatz zu den Mittelbergischen Hochflächen sind die südbergischen Hochflächenreste und ihre ca. 50 bis 150 m in das Rumpfgebirge eingeschnittenen Täler südwestwärts zur Kölner Bucht (551) hin gerichtet. Die Abdachung erfolgt dabei von ca. 400 m auf 200 m ohne größere Abstufungen.

## Gliederung
- 338.2 Südbergische Hochfläche

- 338.20 Dhünnhochfläche
- 338.21 Bechener Hochfläche
- 338.22 Sülzbergland

- 338.220 Kürtener Hochfläche
- 338.221 Obersülzhochfläche
- 338.222 Leppehochfläche
- 338.223 Lennepehochrücken
- 338.224 Bärbroicher Höhe
- 338.225 Sülzsenken und -rücken

- 338.23 Paffrather Kalksenke